# 宮本百合子
宮本 百合子（みやもと ゆりこ、1899年（明治32年）2月13日 - 1951年（昭和26年）1月21日）は、日本の昭和期の小説家・評論家。旧姓は中條（ちゅうじょう）、本名はユリ。日本女子大学英文科中退。
18歳で『貧しき人々の群』を発表し天才少女と注目された。米留学後結婚したが離婚、その経緯をまとめた『伸子』を発表。その後ソ連を訪れ日本共産党に入党。宮本顕治と結婚。再三検挙されながらも執筆活動を続けた。戦後は『歌声よ、おこれ』を書いて民主主義文学運動の出発を宣言、『播州平野』『風知草』『二つの庭』『道標』などを書いた。日本の左翼文学・民主主義文学、さらには日本の近代女流文学を代表する作家の一人である。

## 来歴

### 生い立ち
中條ユリは、大正時代の著名な建築家中條精一郎と妻・葭江の長女として、東京市小石川区原町（現・文京区千石1丁目 ）に生まれた。父・精一郎は山形県米沢に生まれ、東京帝国大学工科大学建築科を卒業後、文部省の技師を経て札幌農学校土木工学科講師嘱託となった。母・葭江は明治初期に思想家として活躍した西村茂樹の長女で、華族女学校出の才媛。父方の祖父・中條政恒は元米沢藩士で、明治には福島県典事を勤め、安積疏水の開鑿に尽力した。
父の仕事の関係で3歳まで札幌で育ち、その後東京の本郷区駒込千駄木林町（現・文京区千駄木5丁目）に転居するも父親は英国へ単身留学する。6歳のとき叔父（ホーリネス教会宣教師）がアメリカ合衆国から帰国して同居し（1年ほどで病死）、8歳のとき父親も帰国し、欧米の思想に触れながら育つ。母から習字を、久野久子からピアノを習い、美術館や観劇にも親しむなど、中流上層家庭らしい豊かな情操教育を受ける。駒込の駒本尋常小学校（現・文京区立駒本小学校）から名門進学校として知られた誠之尋常小学校(現文京区立誠之小学校)へ転校し、成績も優秀であった。兄弟姉妹は9人あったがそのうちの3人を亡くす。

### 少女時代
百合子は東京女子師範学校附属高等女学校（現・お茶の水女子大学附属中学校・お茶の水女子大学附属高等学校）に1911年に入学し、在学中から小説を書き始める。1916年、日本女子大学英文科予科に入学早々、中条百合子の名で白樺派風の人道主義的な中編『貧しき人々の群』を『中央公論』9月号に発表し、天才少女として注目を集めた。同作は、子供の頃から夏休みに遊びにいっていた父の実家の開拓村を舞台としたものだった。なお日本女子大学予科はほどなく中退した。

### 結婚と離婚

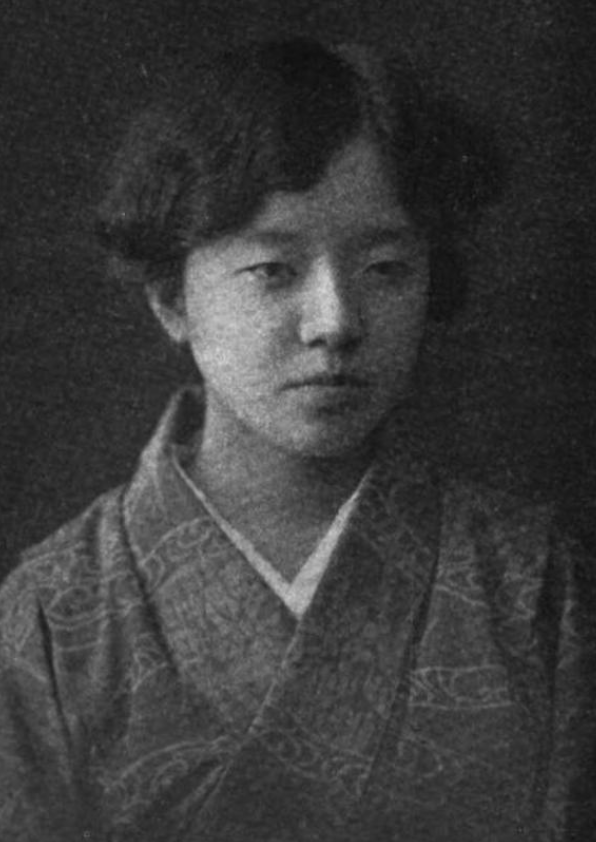
1918年頃

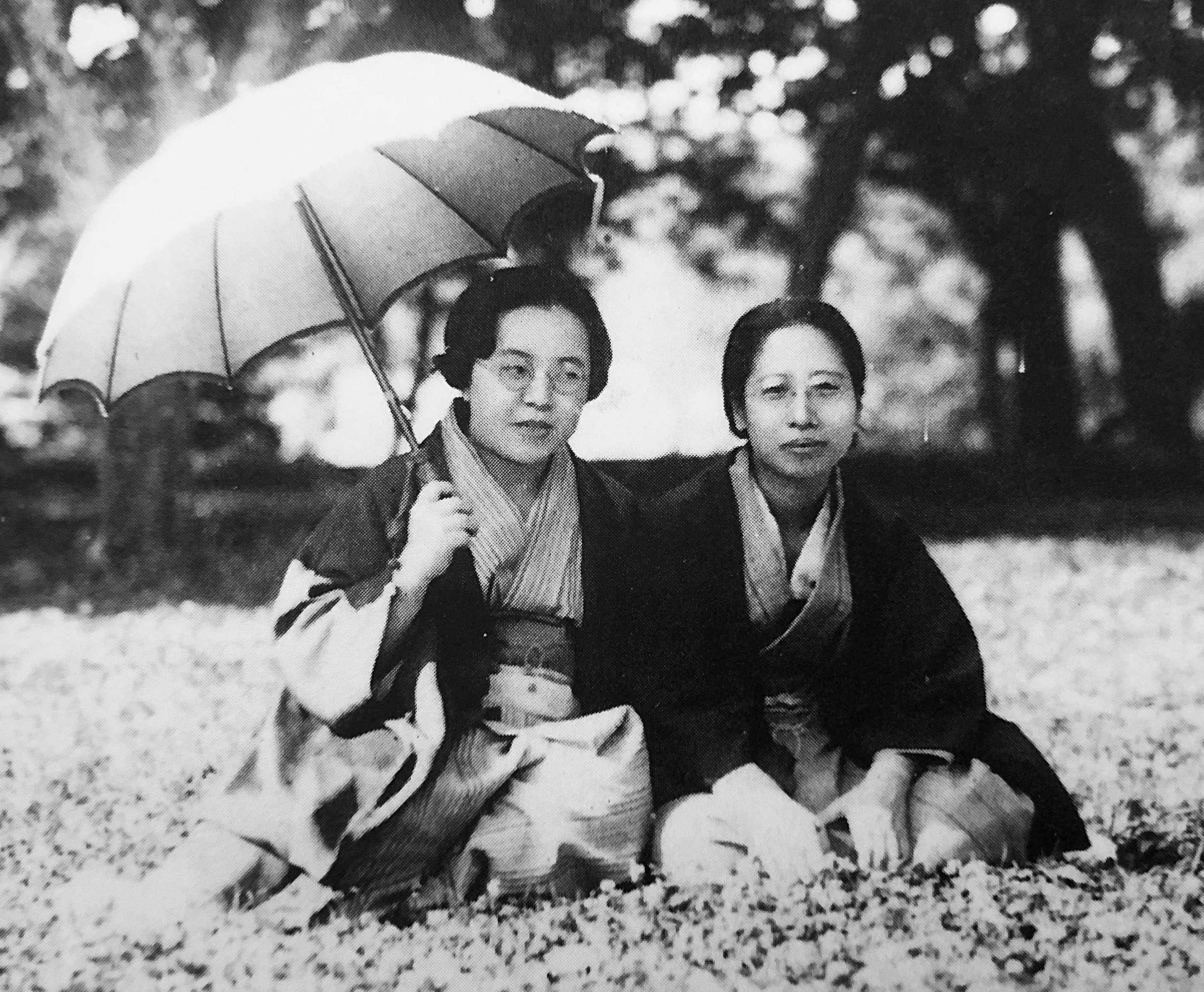
中條百合子（左）と湯浅芳子（右）。1926年、臼杵公園にて。

1918年9月26日、父と共に東京を出発し、アメリカ合衆国に遊学した。ニューヨークに滞在。1919年、コロンビア大学聴講生となる。そこで知り合った15歳年上の古代東洋語研究者荒木茂とニューヨークで結婚した。同年12月、母親が重度の糖尿病との知らせを受け、単身帰国した。荒木茂は翌1920年に帰国。
1924年、野上弥生子を介してロシア文学者の湯浅芳子と知り合う。同年夏、離婚。湯浅との共同生活をおくりながら、破綻した不幸な結婚生活を長編『伸子』（1928年3月3日刊）にまとめた（『改造』1924年9月「聴き分けられぬ跫音」～1926年9月）。この時期の湯浅との往復書簡の全貌が、2008年に翰林書房より刊行（ISBN 978-4-87737-261-3）された。2011年には、この時期の湯浅との共同生活を描いた映画『百合子、ダスヴィダーニヤ』（浜野佐知監督）が公開された。

### プロレタリア作家として

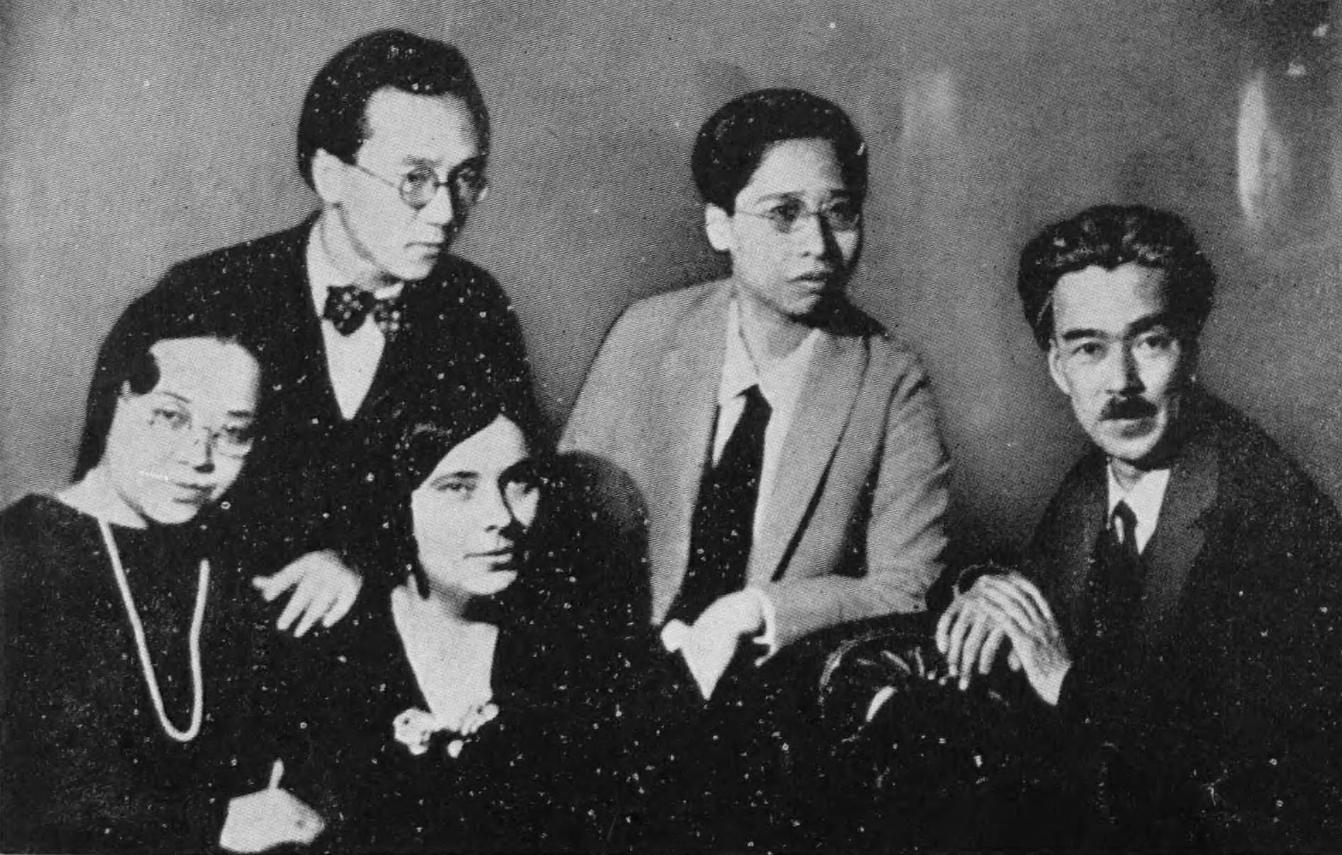
前列左から宮本百合子、湯浅芳子。右端は秋田雨雀。モスクワにて撮影。

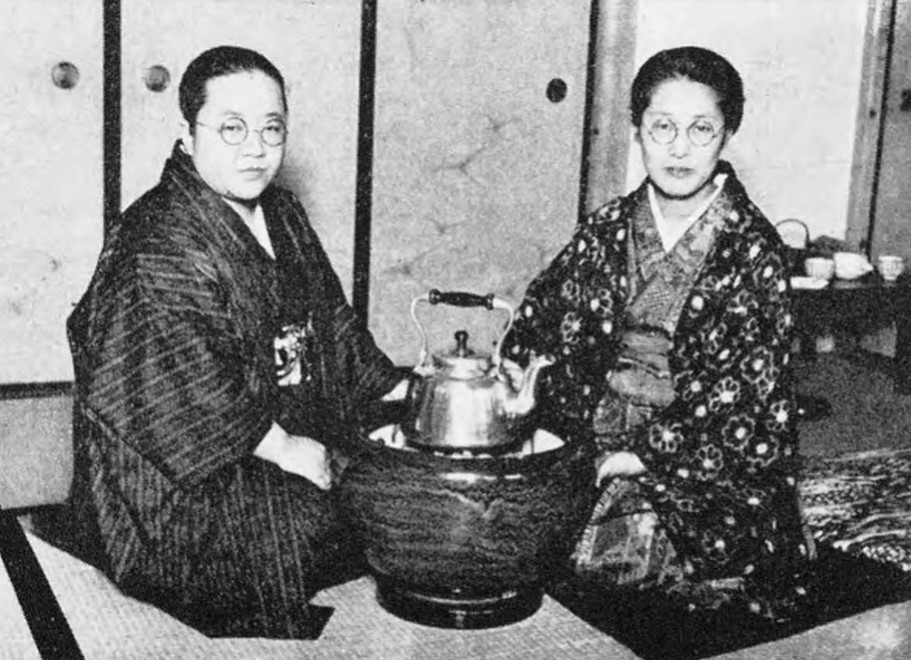
宮本と佐多稲子。1937年12月頃、上落合の宮本の自宅で撮影。

1927年12月から湯浅と共にソ連へ向かう。共産主義への傾倒をますます深めた。映画監督のセルゲイ・エイゼンシュテインらと親交をもった。この時期にソ連やヨーロッパを訪れていた映画監督の衣笠貞之助や帰国後前進座を旗揚げする四代目河原崎長十郎らとも親交をもつ。西欧旅行などを経て1930年11月帰国。翌月日本プロレタリア作家同盟に加入、プロレタリア文学運動に参加し、1931年、日本共産党に入党。翌年、文芸評論家で共産党員でもあった9歳年下の宮本顕治と結婚したが、まもなくプロレタリア文化運動に加えられた弾圧のために顕治は非合法活動に従事することとなり、夫婦での生活期間は短かった。1933年、顕治が検挙され、スパイ査問事件の主犯であるとして裁判にかかることになった。『文芸』1934年12月に評論「冬を越す蕾」、『文学評論』1934年12月に「1934年度におけるブルジョア文学の動向」を発表。百合子は翌年正式に顕治と入籍して、中條から宮本へ改姓。1937年、獄中の顕治から筆名も宮本姓に変えるよう提案され、考えた末数ヵ月後、日中全面戦争開始後に獄中との連帯の意味もこめて宮本百合子に筆名を変えた。

### 戦時中の苦難
百合子は獄中の顕治を獄外から支えたが、自らもたびたび検挙され、1936年には懲役2年・執行猶予4年の判決を受けた。その後も検挙や執筆禁止などを繰り返し経験し、体調を害する事もあったが、粘り強く文学活動を続けた。顕治は1944年に無期懲役の判決を受け、網走刑務所で服役することになったが、日本の敗戦後に連合国軍最高司令官総司令部（GHQ）が国内全政治犯の即時釈放を指令した事で、1945年10月に顕治も12年ぶりに出獄した。夫とかわした約900通の書簡はのちに二人の選択をへて、百合子の没後『十二年の手紙』として刊行された。

### 戦後の活躍

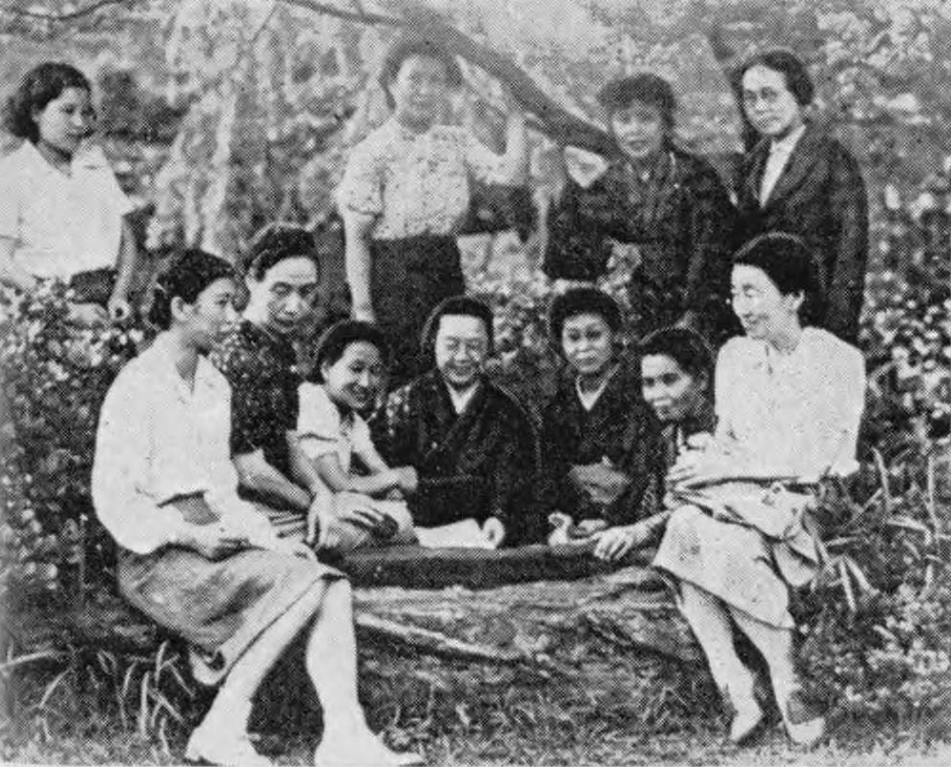
婦人民主クラブの中心メンバー（1946年撮影）。前列左から一人おいて、加藤シヅエ、厚木たか、宮本百合子、佐多稲子、櫛田ふき、羽仁説子。後列左から一人おいて、関鑑子、藤川幸子、山室民子。

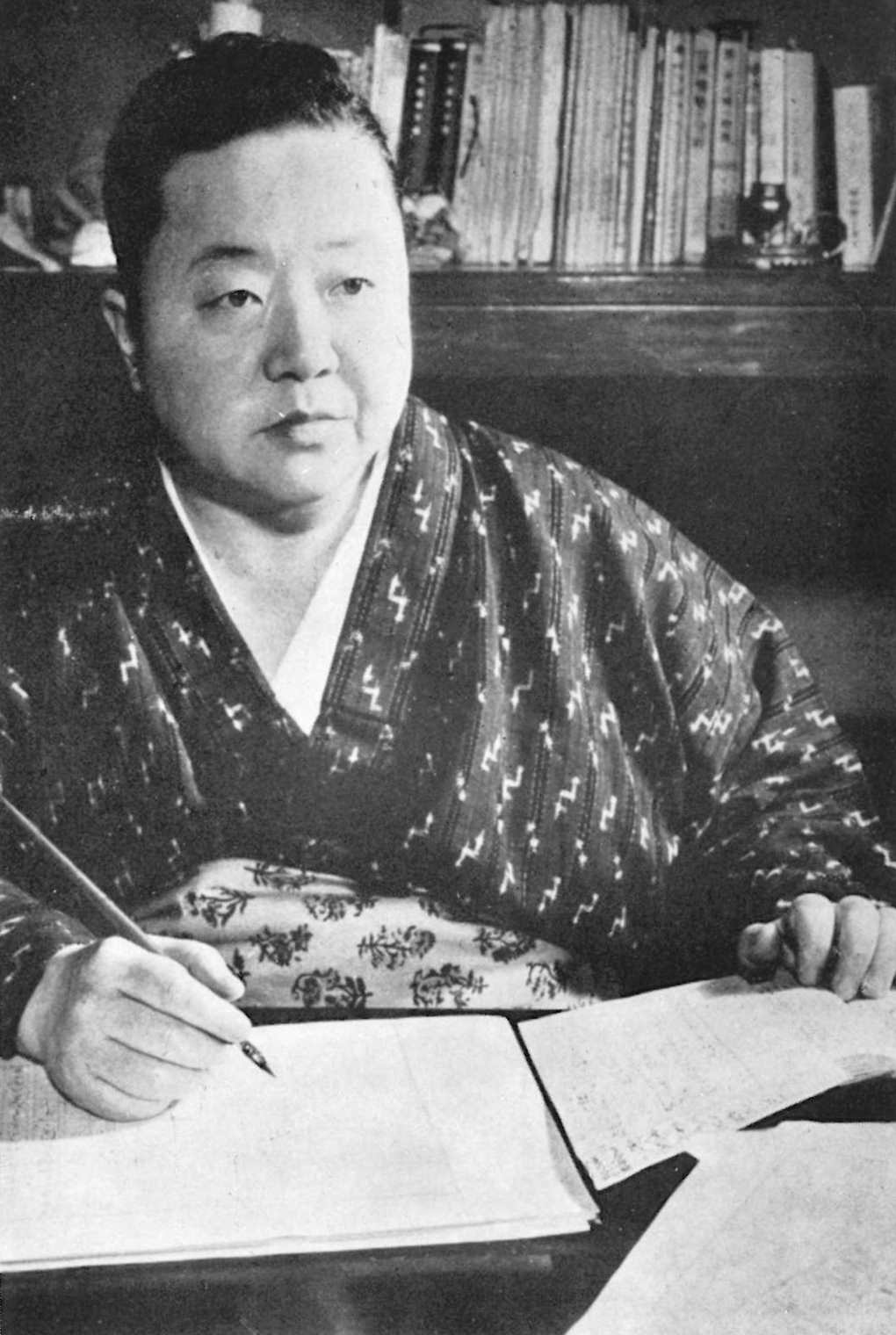
1950年

戦後に共産党の活動が再開されると、百合子は社会運動や執筆活動を精力的に取り組んだ。戦時中の執筆禁止からも解放され『風知草』（『文藝春秋』1946年9月-11月。1947年4月刊）、『播州平野』（『新日本文学』1946年3月-11月、『潮流』1947年1月。1947年4月刊）、『道標』など多くの作品を残した。波乱に満ちた生涯のうちの大部分が小説として自身の手で描き出されている。
1945年11月、宮本、羽仁説子、加藤シヅエ、佐多稲子、山室民子、山本杉、赤松常子、松岡洋子の8人が呼びかけ人となり、婦人団体結成に向けた運動を開始。準備会が重ねられ、1946年（昭和21年）3月16日、「婦人民主クラブ」の創立大会が神田共立講堂で行われた。初代委員長は松岡が務め、宮本は幹事を務めた。
共産党員として新日本文学会中央委員も務め、共産党の指導による文芸運動や婦人運動の推進に努めた。

### 死去とその後

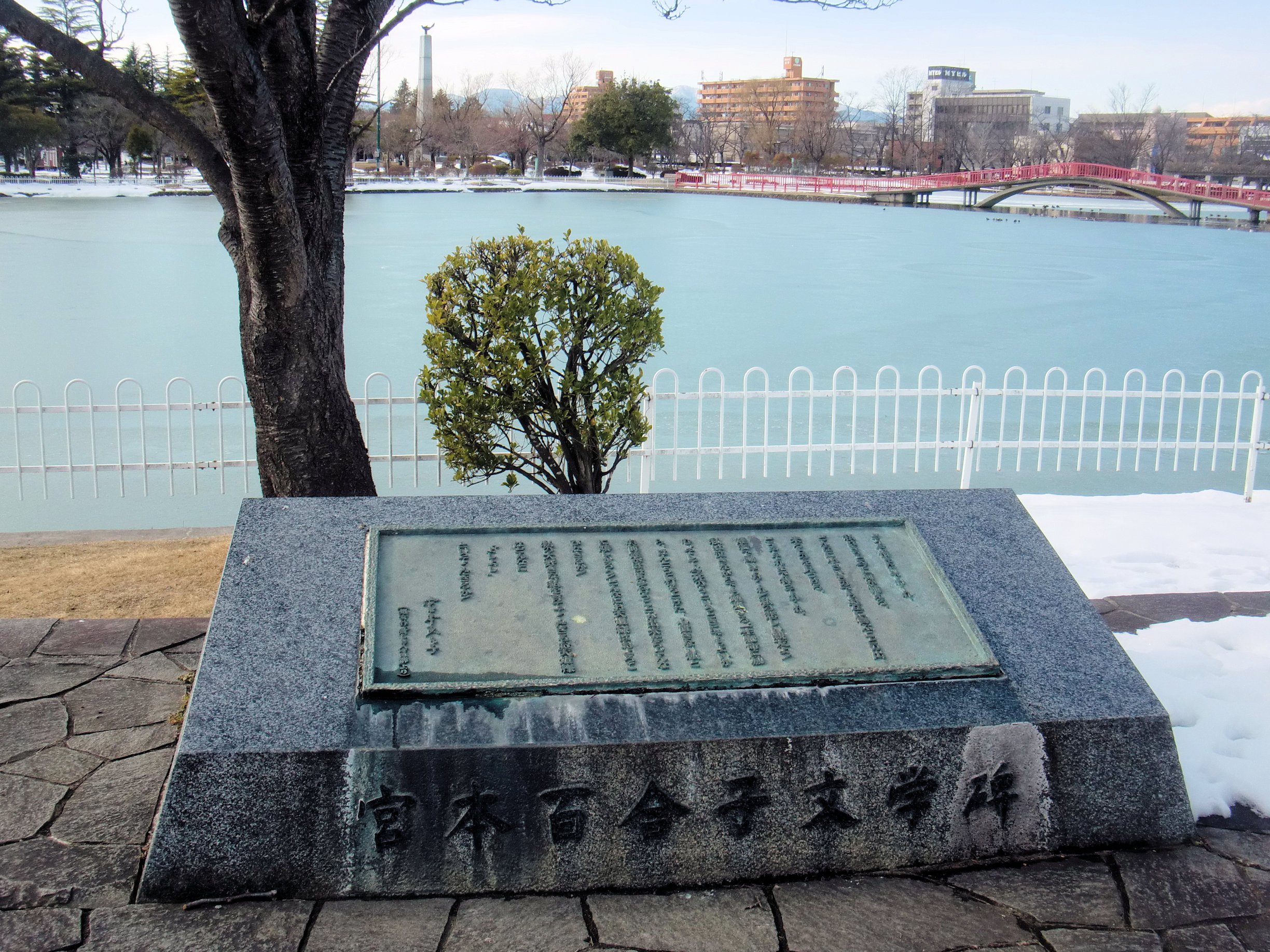
宮本百合子文学碑 郡山市 開成山公園

1950年、占領下の政治活動方針を巡る党内の混乱とレッドパージにより共産党の活動が大きく制限され、共産党中央委員であった顕治も公職追放対象者となり、国際派のリーダーとして党の分裂に直面した。百合子は新たな苦境の中でも執筆活動と党の宣伝活動を続け、同年には『道標』の全三部を完結させた。しかし、翌1951年1月に電撃性髄膜炎菌敗血症により急死。51歳だった。
百合子の死後、顕治は混乱を収拾して勢力を回復した共産党の書記長となり、百合子はその妻として、またプロレタリア文学の第一人者として、さらに高い評価を与えられるようになった。没後50年の2001年からは新日本出版社から宮本百合子全集の刊行が始まり、2004年に全33巻として完結された。この全集への推薦のことばには加藤周一に加え刊行当時の共産党議長の不破哲三や、かつて共産党員だった辻井喬（堤清二）も名を連ねている。

## 著書
- 貧しき人々の群（1916年）玄文社、1917　のち岩波文庫、角川文庫、新日本文庫
- 一つの芽生  新潮社 1918
- 伸子（1924年）改造社、1928　のち新潮文庫、角川文庫、岩波文庫、講談社文庫、新日本文庫、旺文社文庫
- 新しきシベリアを横切る  内外社 1931
- 一九三二年の春（1932年）のち新日本文庫
- 冬を越す蕾  現代文化社 1935
- 乳房（1935年） 竹村書房 1937　のち青木文庫
- 昼夜随筆  白揚社 1937

ここまで初刊時には中條名義
- 杉垣（1939年）
- 三月の第四日曜（1940年）金星堂　1940　のち新日本文庫
- 明日への精神 実業之日本社 1940
- 朝の風 河出書房 1940
- 文学の進路 高山書院 1941
- 私たちの生活 協力出版社 1941
- 播州平野（1946年）河出書房、1947　のち新潮文庫、角川文庫、新日本文庫
- 風知草（1946年）文藝春秋新社、1947　のち新潮文庫、角川文庫、新日本文庫
- 二つの庭（1947年）中央公論社、1948　のち新潮文庫、岩波文庫、角川文庫、新日本文庫
- 私たちの建設 実業之日本社 1947
- 幸福について 雄鶏新書 1947 のち角川文庫
- 真実に生きた女性達 創生社 1947
- 白い蚊帳 新興芸術社 1948
- 歌声よおこれ 解放社 1948 のち新日本文庫
- 女靴の跡 随筆集 高島屋出版部 1948
- 道標　第1-3部 筑摩書房 1948-51　のち新潮文庫、岩波文庫、角川文庫、新日本文庫
- 宮本百合子選集 全15巻 安芸書房 1948-49
- 作家と作品 評論集 山根書店 1948
- 婦人と文学 近代日本の婦人作家 実業之日本社 1948　のち新日本文庫
- 平和のまもり 新日本文学会 1949
- 文芸評論集 近代思想社 1949
- モスクワ印象記 東京民報出版社 1949
- 宮本百合子文庫 全6 岩崎書店 1949-51
- 女性の歴史 文学にそって　婦人民主クラブ出版部 1949
- 十二年の手紙 その1-3 宮本顕治共著 筑摩書房 1950-52　のち青木文庫、文春文庫、新日本文庫
- 日本の青春 春潮社 1951
- 若い女性のために 河出書房 1951 (市民文庫)

### 没後全集など
- 宮本百合子全集 全15巻 河出書房 1951-53
- 宮本百合子評論選集 全4冊 新日本出版社 1964-65
- 「伸子」時代の日記 多喜二・百合子研究会 1976
- 百合子の手紙 筑摩書房 1978.3（湯浅芳子あてを編集）
- 宮本百合子全集 全25巻+別巻2補巻補遺1 新日本出版社 1979-81.1986
- 宮本百合子全集 全33巻+別冊 新日本出版社 2000-04
- 宮本百合子と湯浅芳子 往復書簡 黒澤亜里子編著 翰林書房 2008.3

ほかアンソロジーなど。